# Elisabeth Turolt
Elisabeth Turolt, geborene Grohmann (* 1. September 1902 in Zuckmantel, Österreichisch-Schlesien; † 7. Oktober 1966 in Wien) war eine österreichische Bildhauerin.

## Leben

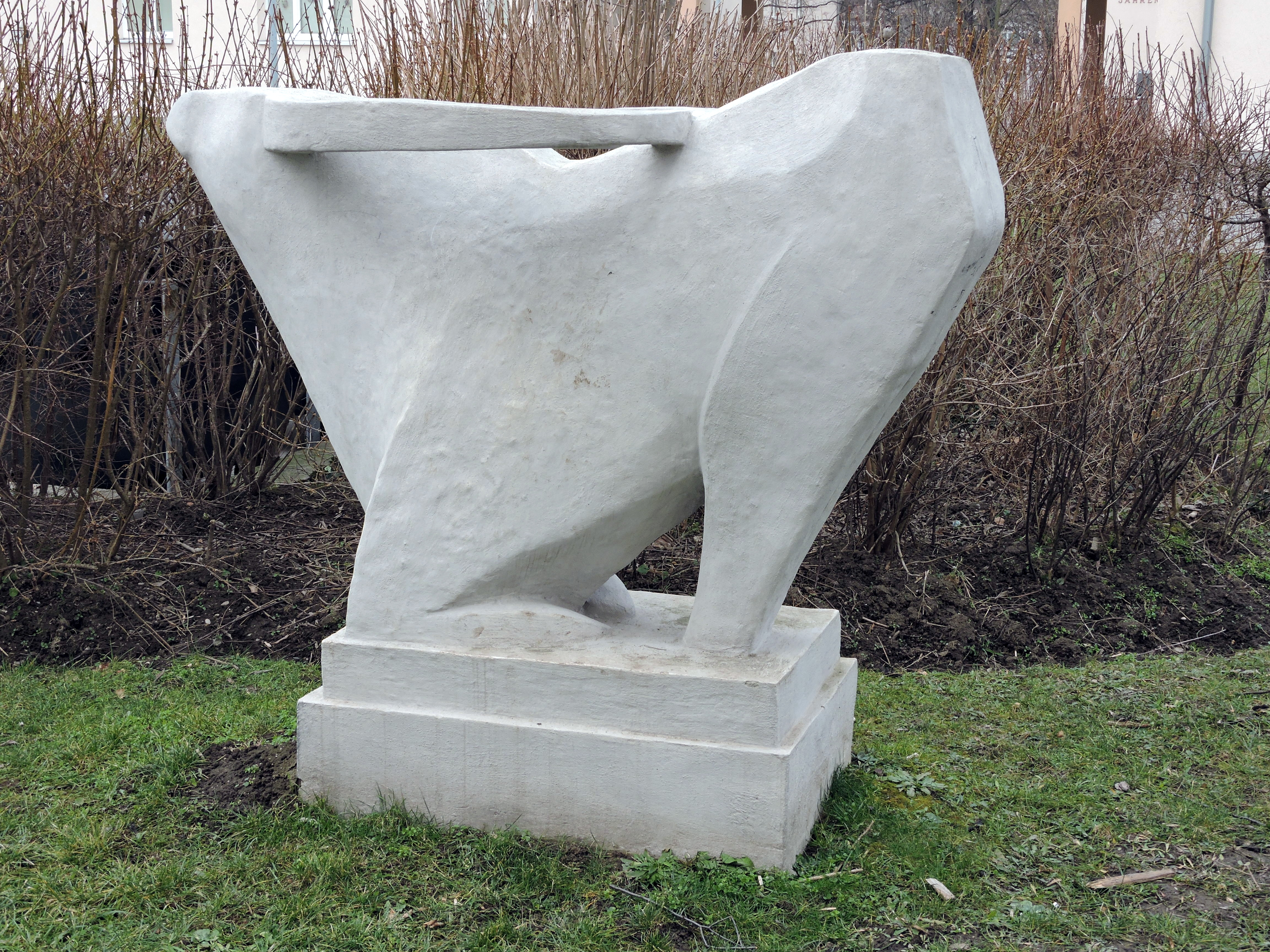
Plastik in der Wohnhausanlage Russbergstraße

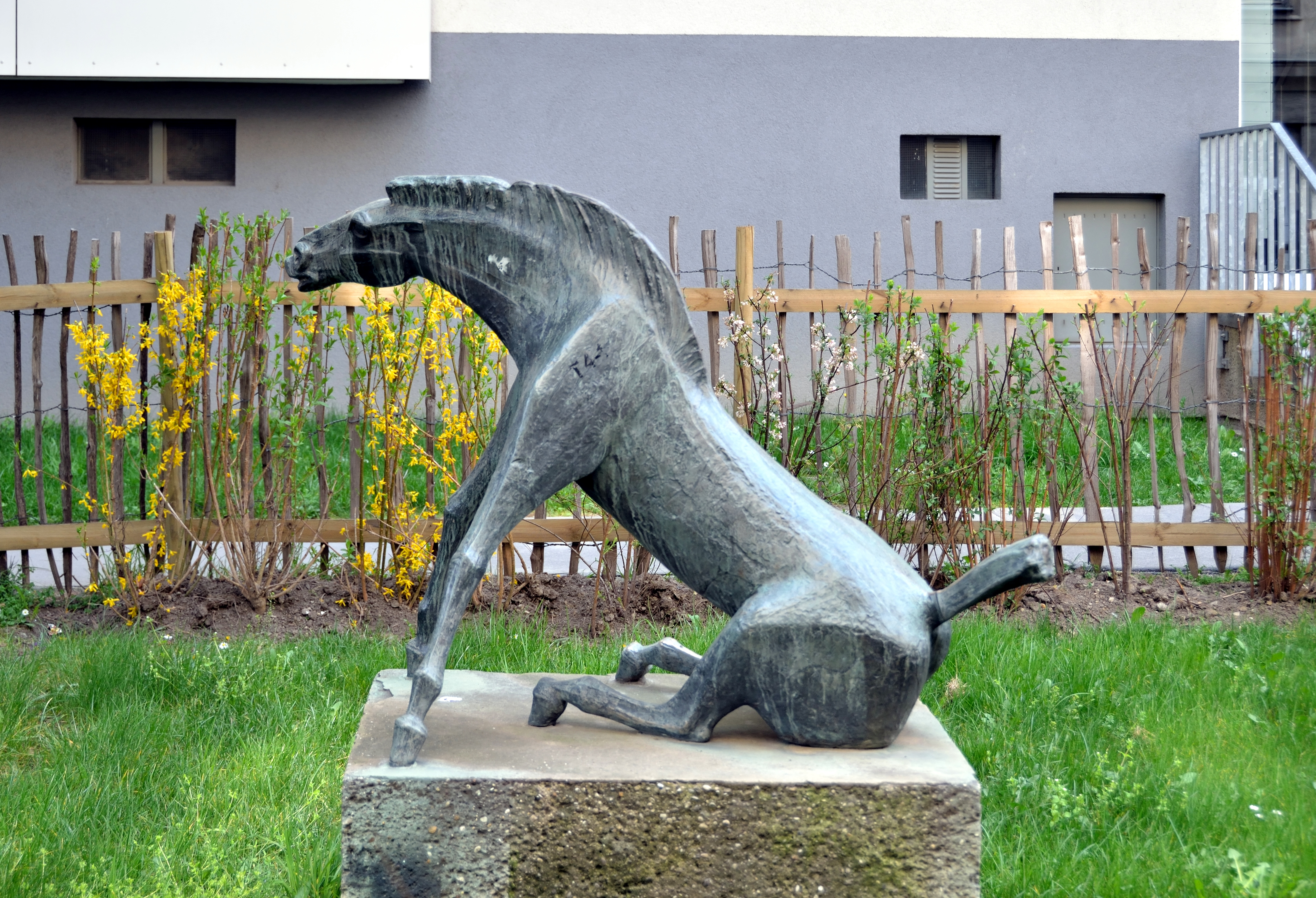
Wohnhausanlage Kobingergasse/Schönbrunner Str. 195

Elisabeth Turolt (geborene Grohmann) wuchs in der Steiermark auf, bildete sich ursprünglich autodidaktisch, später auch durch Privatunterricht bei Norbertine Bresslern-Roth in Graz (1915–1918) sowie bei Franz Cizek und Karl Sterrer an der Akademie in Wien. Turolt wurde 1938 mit Arbeitsverbot belegt, sie arbeitete danach als Goldschmiedin. Ab 1950 schuf sie eine Reihe von Plastiken vor allem für neu errichtete Wohnhausanlagen in Linz und Wien.
Bei der X. Triennale in Mailand 1954 wurde Turolt mit einer Goldmedaille ausgezeichnet.
Elisabeth Turolt wurde am Wiener Zentralfriedhof in einem ehrenhalber gewidmeten Grab der Stadt Wien beigesetzt.

## Werke (Auszug)
- Bär, 1951, 1120 Wien, Atzgersdorfer Straße/Hetzendorfer Straße (Steinzeugplastik)
- Hirt mit Flöte, 1955, 4040 Linz,  Leonfeldner Straße 1 (Steinplastik)
- Kniender Wasserbüffel, 1958, 1210 Wien, Russbergstraße 24 (Zementplastik)
- Ziehharmonikaspieler, 1958, 1170 Wien, Pointengasse 13/Andergasse 12  (Zementplastik)
- Hirsch, 1964, 1170 Wien, Alszeile 97/Dornbacher Straße 52 (Eisenzementplastik)
- Aufspringndes Pferd, 1120 Wien, Kobingergasse/Schönbrunner Straße (Bronzeplastik)
- Bockender Esel, 1966, 1140 Wien, Hackinger Straße (Bronzeplastik)
- Drei Schaukelpferde, 1966, 1220 Wien, Erzherzog-Karl-Straße/Viktor-Kaplan-Straße (Leichtmetallplastik)
- Leopard, 1230 Wien, Gutheil-Schoder-Gasse 68–76 (Kunststeinplastik)